# Liste des chutes d'eau d'Australie
Pour un article plus général, voir Liste de chutes d'eau.

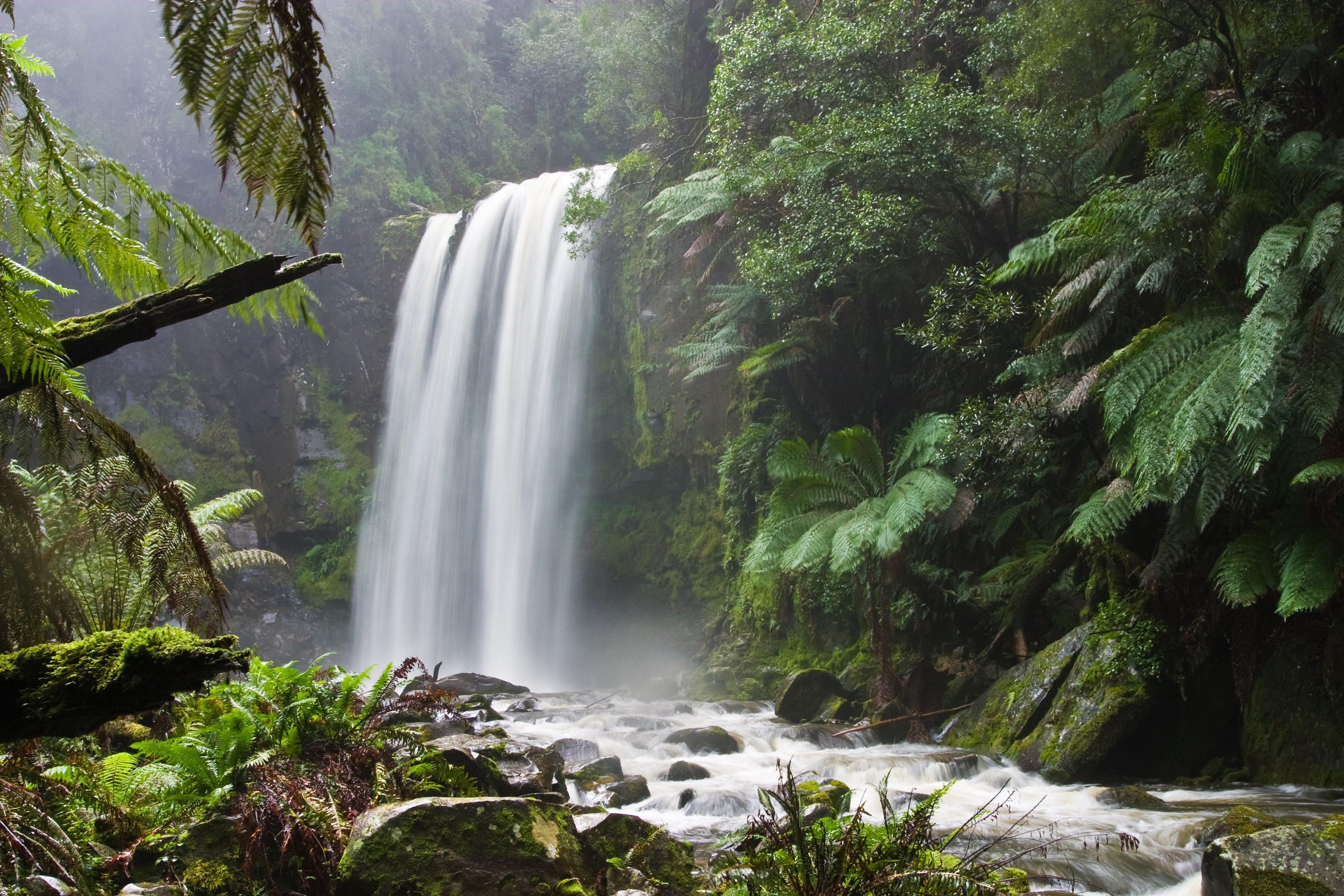
Hopetoun Falls, Parc national Great Otway, Victoria.

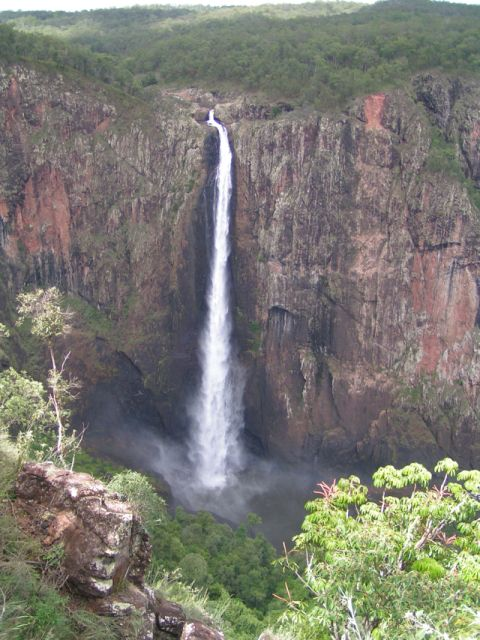
Wallaman Falls, Parc national Girringun, Queensland, la plus haute chute du pays.

Cette page est une liste des chutes d'eau d'Australie.

## Territoire de la capitale australienne
| Image | Chute           | Lieu                     | Hauteur (m) | Type    | Coordonnées                   |
| ----- | --------------- | ------------------------ | ----------- | ------- | ----------------------------- |
|       | Gibraltar Falls | Parc national de Namadgi | 67-120      | Cascade | 35° 29′ 12″ S, 148° 56′ 06″ E |

## Nouvelle-Galles du Sud
| Image | Chute                | Lieu                                                  | Hauteur (m) | Type | Coordonnées                   |
| ----- | -------------------- | ----------------------------------------------------- | ----------- | ---- | ----------------------------- |
|       | Apsley Falls         | Parc national des Oxley Wild Rivers                   | 114         |      | 31° 02′ 58″ S, 151° 46′ 05″ E |
|       | Belmore Falls        | Parc national Morton                                  | 78 m        |      | 34° 38′ 20″ S, 150° 33′ 34″ E |
|       | Carrington Falls     | Parc national Budderoo                                | 50          |      | 34° 37′ 28″ S, 150° 39′ 17″ E |
|       | Chandler Falls       | Parc national des Oxley Wild Rivers                   |             |      |                               |
|       | Crystal Shower Falls | Parc national Dorrigo, Waterfall Way                  |             |      | 30° 22′ 40″ S, 152° 44′ 02″ E |
|       | Dangar Falls         | près de Dorrigo                                       |             |      | 30° 19′ 40″ S, 152° 42′ 53″ E |
|       | Dangars Falls        | Parc national des Oxley Wild Rivers                   | 120         |      |                               |
|       | Ebor Falls           | Parc national de la rivière Guy Fawkes, Waterfall Way |             |      | 30° 24′ 08″ S, 152° 20′ 30″ E |
|       | Ellenborough Falls   | près du Parc national Tapin Tops                      |             |      | 31° 36′ 44″ S, 152° 17′ 40″ E |
|       | Empress Falls        | près de Wentworth Falls                               |             |      | 33° 43′ 15″ S, 150° 21′ 33″ E |
|       | Fitzroy Falls        | Park national Morton                                  |             |      | 34° 39′ S, 150° 29′ E         |
|       | Kalang Falls         | Parc national Kanangra-Boyd                           |             |      | 33° 58′ 48″ S, 150° 06′ 05″ E |
|       | Katoomba Falls       | Parc national des Blue Mountains                      |             |      | 33° 43′ 40″ S, 150° 18′ 15″ E |
|       | Minyon Falls         | Parc national Nightcap                                | 104         |      | 28° 36′ 01″ S, 153° 23′ 23″ E |
|       | Newell Falls         | Parc national Dorrigo, Waterfall Way                  |             |      | 30° 23′ 37″ S, 152° 44′ 44″ E |
|       | Protestors Falls     | Parc national Nightcap                                | 25          |      | 28° 34′ 12″ S, 153° 18′ 17″ E |
|       | Tin Mine Falls       | Parc national du Kosciuszko                           |             |      |                               |
|       | Wentworth Falls      | Wentworth Falls                                       |             |      | 33° 43′ 38″ S, 150° 22′ 26″ E |
|       | Wollomombi Falls     | Parc national des Oxley Wild Rivers, Waterfall Way    |             |      | 30° 31′ 56″ S, 152° 02′ 23″ E |

## Territoire du Nord
| Image | Chute                      | Lieu                     | Hauteur (m) | Type      | Coordonnées                   |
| ----- | -------------------------- | ------------------------ | ----------- | --------- | ----------------------------- |
|       | Edith Falls / Leliyn       | Nitmiluk National Park   | 8.7-12      | Cascade   | 14° 10′ S, 132° 10′ E         |
|       | Florence Falls             | Litchfield National Park | 9.8-15      | Segmentée | 13° 05′ 56″ S, 130° 46′ 50″ E |
|       | Jim Jim Falls / Barrkmalam | Kakadu National Park     | 140-200     | Chute     | 13° 16′ 20″ S, 132° 50′ 22″ E |
|       | Tolmer Falls               | Litchfield National Park | 32-42       | Chute     | 13° 12′ 20″ S, 130° 42′ 52″ E |
|       | Twin Falls / Gungkurdul    | Kakadu National Park     | 44-51       | Cascade   | 13° 19′ 20″ S, 132° 46′ 41″ E |
|       | Wangi Falls                | Litchfield National Park | 41-52       | Segmentée | 13° 09′ 49″ S, 130° 41′ 07″ E |

## Queensland
| Image | Chute                 | Lieu                                  | Hauteur (m)         | Type                     | Coordonnées                   |
| ----- | --------------------- | ------------------------------------- | ------------------- | ------------------------ | ----------------------------- |
|       | Alligator Creek Falls | Bowling Green Bay National Park       |                     |                          |                               |
|       | Kondalilla Falls      | près de Mapleton                      |                     |                          |                               |
|       | Malanda Falls         | Atherton Tableland                    |                     |                          | 17° 21′ 18″ S, 145° 35′ 11″ E |
|       | Millaa Millaa Falls   | Atherton Tableland Waterfall Circuit  | 18.3                | Chute                    | 17° 29′ 44″ S, 145° 36′ 36″ E |
|       | Millstream Falls      | Millstream Falls National Park        |                     |                          | 17° 38′ 35″ S, 145° 27′ 27″ E |
|       | Morans Falls          | Lamington National Park               | 80[réf. nécessaire] | Chute                    | 28° 13′ 50″ S, 153° 07′ 29″ E |
|       | Murray Falls          | Parc national de la vallée du Murray  | 20-30               | Cascade                  | 18° 09′ 10″ S, 145° 49′ 09″ E |
|       | Natural Bridge Falls  | Springbrook National Park             |                     |                          | 28° 11′ 49″ S, 153° 14′ 24″ E |
|       | Teviot Falls          | McPherson Range près de Wilson's Peak | 38                  | Chute                    | 28° 14′ 00″ S, 152° 29′ 00″ E |
|       | Tully Falls           | Tully Gorge National Park             | 180-210             | Chute, Queue-de-cheval   | 17° 47′ 00″ S, 145° 34′ 00″ E |
|       | Wallaman Falls        | Parc national Girringun               | 305                 | Cascade, Queue-de-cheval | 18° 35′ 32″ S, 145° 48′ 05″ E |

## Australie-Méridionale
| Image | Waterfall                    | Location                        | Drop[pas clair] | Type  | Coordinates                   |
| ----- | ---------------------------- | ------------------------------- | --------------- | ----- | ----------------------------- |
|       | First Falls (Adelaide Hills) | Morialta Conservation Park (en) | 30 m            | Chute | 35° 54′ 23″ S, 138° 42′ 29″ E |

## Tasmanie
| Image | Nom                | Lieu                                            | Hauteur (m) | Type            | Coordonnées                   |
| ----- | ------------------ | ----------------------------------------------- | ----------- | --------------- | ----------------------------- |
|       | Dip Falls          | Dip Range Regional Reserve, North West Tasmania | 22-34       | Cascade         | 41° 01′ 48″ S, 145° 22′ 12″ E |
|       | Chutes Horseshoe   | Parc national du mont Field                     |             | Nivelée-cascade | 42° 40′ 12″ S, 146° 42′ 36″ E |
|       | Chutes Lady Barron | Parc national du Mont-Field                     |             | Nivelée-cascade | 42° 41′ 24″ S, 146° 41′ 24″ E |
|       | Liffey Falls       | Meander Valley, Midlands                        | 120-160     | Nivelée-cascade | 41° 41′ 24″ S, 146° 45′ 36″ E |
|       | Chutes Marriott    | Parc national du Mont-Field                     |             | Nivelée-cascade | 42° 41′ 24″ S, 146° 41′ 24″ E |
|       | Montezuma Falls    | West Coast Range                                | 103-110,    | Queue-de-cheval | 41° 49′ 48″ S, 145° 28′ 12″ E |
|       | Nelson Falls       | Parc national des Franklin-Gordon Wild Rivers   | 30          | Cascade         | 42° 05′ 24″ S, 145° 43′ 48″ E |
|       | Chutes Russell     | Parc national du Mont-Field                     | 34-58       | Nivelée-cascade | 42° 40′ 12″ S, 146° 42′ 36″ E |

## Victoria
| Image | Nom              | Lieu                                            | Hauteur (m) | Type | Coordonnées                        |
| ----- | ---------------- | ----------------------------------------------- | ----------- | ---- | ---------------------------------- |
|       | Hopkins Falls    | près de Warrnambool                             | 11-13       |      | 38° 20′ 01″ S, 143° 37′ 08″ E      |
|       | Hopetoun Falls   | Great Otway National Park, près de Beech Forest | 46-49       |      | 38° 39′ 26″ S, 143° 34′ 47″ E      |
|       | Nigretta Falls   | près de Coleraine                               | 15-16       |      | 37° 39′ 22″ S, 141° 55′ 28″ E      |
|       | Silverband Falls | Grampians National Park                         |             |      | 37° 09′ 09,56″ S, 142° 31′ 39,7″ E |
|       | Trentham Falls   | Trentham                                        | 44-48       |      | 37° 22′ 12″ S, 144° 19′ 26″ E      |
|       | Triplet Falls    | Great Otway National Park, Marreeyn section     |             |      | 38° 39′ 33″ S, 143° 29′ 38″ E      |
|       | Wannon Falls     | près de Coleraine                               | 18-22       |      | 37° 40′ 35″ S, 141° 50′ 27″ E      |

## Australie-Occidentale
| Image | Nom              | Lieu                     | Hauteur (m) | Type | Coordonnées                   |
| ----- | ---------------- | ------------------------ | ----------- | ---- | ----------------------------- |
|       | Fernhook Falls   |                          |             |      |                               |
|       | Lesmurdie Falls  | Mundy Regional Park      |             |      | 31° 59′ 39″ S, 116° 02′ 03″ E |
|       | Noble Falls      | près de Gidgegannup      |             |      |                               |
|       | Serpentine Falls | Serpentine National Park |             |      |                               |